# 林芝橐吾
林芝橐吾（学名：Ligularia nyingchiensis）为菊科橐吾属的植物，是中国的特有植物。分布于中国大陆的西藏等地，生长于海拔4,360米的地区，多生长在高山草地，目前尚未由人工引种栽培。